# Batchujagijn Anudari
Batchujagijn Anudari (mong. Батхуягийн Анударь; ur. 2003) – mongolska zapaśniczka walcząca w stylu wolnym. Srebrna medalistka mistrzostw Azji w 2024 roku.